# Лаль-Кан
Лаль-Кан (перс. لل كن) — село в Ірані, у дегестані Шандерман, у бахші Шандерман, шагрестані Масал остану Ґілян. За даними перепису 2006 року, його населення становило 25 осіб, що проживали у складі 4 сімей.

## Клімат
Середня річна температура становить 12,63 °C, середня максимальна – 26,95 °C, а середня мінімальна – -1,75 °C. Середня річна кількість опадів – 520 мм.
| Клімат поселення                              | Клімат поселення | Клімат поселення | Клімат поселення | Клімат поселення | Клімат поселення | Клімат поселення | Клімат поселення | Клімат поселення | Клімат поселення | Клімат поселення | Клімат поселення | Клімат поселення | Клімат поселення |
| Показник                                      | Січ.             | Лют.             | Бер.             | Квіт.            | Трав.            | Черв.            | Лип.             | Серп.            | Вер.             | Жовт.            | Лист.            | Груд.            |                  |
| Середній максимум, °C                         | 10,79            | 9,59             | 10,79            | 15,22            | 20,32            | 25,12            | 26,95            | 26,69            | 22,23            | 19,08            | 13,96            | 10,79            |                  |
| Середня температура, °C                       | 5,13             | 3,92             | 5,12             | 9,55             | 14,66            | 19,45            | 22,62            | 22,34            | 17,89            | 14,76            | 9,62             | 6,45             |                  |
| Середній мінімум, °C                          | −0,56            | −1,75            | −0,56            | 3,89             | 8,98             | 13,80            | 18,28            | 18,01            | 13,55            | 10,42            | 5,29             | 2,11             |                  |
| Норма опадів, мм                              | 43               | 39               | 60               | 61               | 41               | 21               | 12               | 19               | 41               | 64               | 52               | 67               |                  |
| Середньомісячна швидкість вітру, м/с          | 2.08             | 2.41             | 2.48             | 2.53             | 2.20             | 2.06             | 2.36             | 2.20             | 1.91             | 1.96             | 2.06             | 1.91             |                  |
| Середньомісячна сонячна радіація, кДж/м²·день | 7069             | 9497             | 11661            | 16002            | 19739            | 22387            | 23147            | 19759            | 16368            | 11392            | 8706             | 6748             |                  |
| --------------------------------------------- | ---------------- | ---------------- | ---------------- | ---------------- | ---------------- | ---------------- | ---------------- | ---------------- | ---------------- | ---------------- | ---------------- | ---------------- | ---------------- |
| Джерело:                                      |                  |                  |                  |                  |                  |                  |                  |                  |                  |                  |                  |                  |                  |